# 101 Dalmatiner (1961)
101 Dalmatiner, deutsch ursprünglich unter dem Titel Pongo und Perdita veröffentlicht, ist der 17. abendfüllende Zeichentrickfilm der Walt Disney Studios und erschien im Jahr 1961. Er basiert auf dem 1956 erschienenen Roman Hundertundein Dalmatiner von Dodie Smith, in dem sie Erinnerungen an ihren verstorbenen Dalmatiner Pongo verarbeitete.
Der Film wurde von Regisseur Wolfgang Reitherman, der auch bei Das Dschungelbuch Regie führte, und Walt Disney für vier Millionen US-Dollar produziert. In Deutschland wurde der Film besonders zu seinen Wiederaufführungen immer wieder umbenannt. 1980 lief der Film zum Beispiel unter dem Namen Pongo und Perdi – Abenteuer einer Hundefamilie in den Kinos. Seit der Videoauswertung 1996 hat sich der Titel 101 Dalmatiner durchgesetzt.

## Handlung
Bei den täglichen Spaziergängen in London mit Herrchen Roger begegnet Dalmatinerrüde Pongo der Dalmatinerdame Perdita und ihrem Frauchen Anita. Durch allerlei Tricks schafft Pongo es, dass sich Roger und Anita ineinander verlieben und er selbst Perdita erobert. Bereits kurze Zeit später bekommen die glücklichen Hundeeltern 15 kleine Welpen. Für die Hundebesitzer Anita und Roger zuerst eine große Freude, bis Anitas alte „Freundin“ Cruella De Vil auftaucht, die von einem Mantel aus Dalmatinerfell träumt und mit Hilfe der beiden vertrottelten Ganoven Jasper und Horace die Welpen entführt.
Mit Unterstützung zuerst der Hunde in der Nachbarschaft und später des ganzen Landes suchen und finden Pongo und Perdita ihre entführten Hundekinder und befreien sie aus der Gewalt von Cruellas Handlangern. Mittlerweile jedoch sind aus den ursprünglich 15 Welpen 99 geworden, da Cruella sie von überall her entführt hat. Natürlich lassen die beherzten Hundeeltern keinen der Welpen zurück, und es beginnt eine abenteuerliche Reise zurück nach Hause. Verfolgt von Cruella und den beiden Ganoven, müssen die Hunde sich allerlei einfallen lassen, bis sie die Entführer loswerden können. Am Ende erreichen Pongo und Perdita mit allen Welpen ihr Zuhause, wo sie von Roger und Anita überglücklich empfangen werden.

## Einspielergebnis
Der Film spielte in den Kinos weltweit rund 216 Millionen US-Dollar ein, davon 145 Millionen US-Dollar in den USA.

## Synchronisation
Beide Synchronfassungen entstanden bei der Simoton Film in Berlin. In der ersten Fassung führte Hermann Gressieker die Dialogregie und schrieb das Dialogbuch. Für die zweite Fassung schrieb Heinrich Riethmüller das Dialogbuch und führte die Dialogregie.
| Rollenname         | Englische Synchronstimme                                   | Deutsche Synchronstimme (1961) | Deutsche Synchronstimme (1980)                   | Tierart            |
| ------------------ | ---------------------------------------------------------- | ------------------------------ | ------------------------------------------------ | ------------------ |
| Pongo              | Rod Taylor                                                 | Gerd Vespermann                | Claus Jurichs                                    | Dalmatiner         |
| Perdita            | Cate Bauer                                                 | Uta Hallant                    | Liane Rudolph                                    | Dalmatiner         |
| Cruella De Vil     | Betty Lou Gerson                                           | Gisela Reißmann                | Beate Hasenau                                    |                    |
| Roger Radcliffe    | Ben Wright                                                 | Ernst Jacobi                   | Eckart Dux                                       |                    |
| Roger (Gesang)     | Bill Lee                                                   | Ernst Jacobi                   | Eckart Dux                                       |                    |
| Anita              | Lisa Davis                                                 | Heidemarie Theobald            | Gisela Fritsch                                   |                    |
| Jasper Badun       | J. Pat O’Malley                                            | Harry Wüstenhagen              | Jochen Schröder                                  |                    |
| Horace Badun       | Frederick Worlock                                          | Franz Nicklisch                | Gerd Duwner                                      |                    |
| Nanny              | Martha Wentworth                                           | Inge Landgut                   | Brigitte Mira                                    |                    |
| Pfarrer            | Luis van Rooten                                            | Ewald Wenck                    | Anton Herbert                                    |                    |
| Danny              | George Pelling                                             | Alexander Welbat               | Wolfgang Völz                                    | Deutsche Dogge     |
| Pip                | David Frankham                                             | Harry Wüstenhagen              | Wolfgang Ziffer                                  |                    |
| Towser             | Tudor Owen                                                 | Peter Schiff                   | Joachim Cadenbach                                | Bloodhound         |
| Lucy               | Martha Wentworth                                           | ?                              | Ingeborg Wellmann                                | Gans               |
| Colonel            | J. Pat O’Malley                                            | Erich Fiedler                  | Arnold Marquis                                   | Bobtail            |
| Sergeant Tibs      | David Frankham                                             | Gerd Duwner                    | Wilfried Herbst                                  | Hauskatze          |
| Captain            | Thurl Ravenscroft                                          | Hans W. Hamacher               | Gerd Holtenau                                    | Pferd              |
| Collie             | Tom Conway                                                 | Horst Niendorf                 | Gerd Holtenau                                    | Langhaarcollie     |
| Labrador           | Ramsay Hill                                                | Heinz Welzel                   | Joachim Nottke                                   | Labrador Retriever |
| Queenie, eine Kuh  | Martha Wentworth                                           | Anneliese Würtz                | Inge Wolffberg                                   | Hausrind           |
| Princess, eine Kuh | Queenie Leonard                                            | ?                              | Edith Elsholtz                                   | Hausrind           |
| Duchess, eine Kuh  | Marjorie Bennett                                           | ?                              | Inge Landgut                                     | Hausrind           |
| eine Kuh           | Sylvia Marriott                                            | kein Text                      | kein Text                                        | Hausrind           |
| Die Welpen         | Mickey Maga Mimi Gibson Sandra Abbott Barbara Beaird u. a. | Douglas Welbat u. a.           | Jörg Conradt Jeanette Blümel Oliver Redsch u. a. | Dalmatiner         |
| Ansager            | Ramsay Hill                                                | ?                              | Lothar Hinze                                     |                    |
| Moderator          | Tom Conway                                                 | ?                              | Lothar Hinze                                     |                    |
| Inspektor Graves   | Frederick Worlock                                          | Anton Herbert                  | Anton Herbert                                    |                    |
| Miss Birdwell      | Betty Lou Gerson                                           | ?                              | Inge Landgut                                     |                    |
| Mr. Simpkins       | J. Pat O’Malley                                            | Erich Poremski                 | Hans Nitschke                                    |                    |
| LKW-Fahrer         | Tudor Owen                                                 | Anton Herbert                  | Helmut Krauss                                    |                    |
| Mechaniker         | Paul Wexler                                                | ?                              | Herbert Weißbach                                 |                    |
| Hundebesitzer      | unverständlich                                             | unverständlich                 | Gerd Holtenau, Inge Landgut, Hans Schwarz jr.    |                    |

## Entstehung
In diesem Film wurde zum ersten Mal ein neues Verfahren, die Xerox-Fotokopie, angewendet. Vorher musste jede Zeichnung per Hand mit Tinte zu Papier gebracht werden, was sehr zeitaufwändig war. Mit dem Fotokopiergerät ließ sich nun der skizzenhafte Reiz der Originalzeichnungen direkt auf den Film übertragen, wodurch die Produktion enorm beschleunigt wurde. Gleichzeitig löste das von Ub Iwerks eingeführte Verfahren auch die künstlerische Schwierigkeit, wie sich 101 Dalmatiner auf einem Filmbild unterbringen lassen. Das Xerox-Verfahren bestimmte für die nächsten zwei Jahrzehnte die Optik der Disney-Zeichentrickfilme. Die anfänglich durchaus angebrachte Neuerung führte jedoch zu einer allmählichen Verflachung der Disney-Animationskunst, die erst in den 1980er Jahren gestoppt wurde.

## Rezeption

### Auszeichnungen
- 1962 – British Film Academy Award als „Bester Animationsfilm“

### Kritik
„Ein witziger Disney-Zeichentrickfilm voller hübscher Gags, der zeitlos-fröhliche Unterhaltung bietet.“

Der Film wurde im Dezember 1961 von der Evangelischen Filmgilde – noch unter dem deutschen Titel Pongo und Perdita - Abenteuer einer Hundefamilie – zum Film des Monats gekürt.
Der Schriftsteller Stephen King setzte den Film zusammen mit weiteren Disney-Filmen in einen Kontext mit frühen Horrorfilmen und ihrer Wirkung auf Kinder. Er bezeichnete sie für die Fantasie der Kinder als potenzielle „Minenfelder des Schreckens“ und benennt dabei böse Cruella als geistige Enkelin der Disneyhexen aus Schneewittchen und Dornröschen. Sie ängstige durch ihr garstiges Aussehen, ihre laute Stimme und vor allem durch „ihren Plan, die Dalmatinerwelpen zu töten und Hundefellmäntel aus ihnen zu machen.“

## Adaptionen
2003 entstand eine Fortsetzung namens 101 Dalmatiner Teil 2 – Auf kleinen Pfoten zum großen Star! (101 Dalmatians II: Patch’s London Adventure). 1996 drehte Disney ein Remake als Realfilm, mit echten Hunden und Glenn Close als Cruella De Vil. Eine Fortsetzung namens 102 Dalmatiner folgte 2000. Im Mai 2021 erschien die Realverfilmung Cruella, die als Vorgeschichte zum Animationsfilm und den Realfilmen mit Close die Ursprünge von der Bösewichtin Cruella De Vil behandelt.

## Video- und DVD-Veröffentlichungen
- 101 Dalmatiner, Disney/Warner Home Video 2000
- 101 Dalmatiner, 2-Disc-Limited-Platinum-Edition, Disney Home Video 2008
- 101 Dalmatiner, Special Collection, DVD, Walt Disney Studios Home Entertainment, 2012
- 101 Dalmatiner, Special Collection, Blu-ray, Walt Disney Studios Home Entertainment, 2012

## Filmmusik
- George Bruns, Mel Leven: 101 Dalmatians. Original Motion Picture Soundtrack. Classic Soundtrack Series. Walt Disney Records 60654–7 (Zeichentrickfilm).